# Étienne Desmarteau
Étienne Desmarteau (Boucherville, 4 februari 1873 - Montreal, 29 oktober 1905) was een Canadees atleet.

## Loopbaan
Desmarteau won tijdens de Olympische Zomerspelen 1904 in Saint Louis de gouden medaille bij het gewichtwerpen met een marge van 30 centimeter van de Amerikaan John Flanagan. Desmarteau overleed een jaar later aan de gevolgen van buiktyfus.

## Belangrijkste prestaties

### Gewichtwerpen
| Jaar | Wedstrijd | Plaats | Afstand |
| ---- | --------- | ------ | ------- |
| 1904 | OS        | Goud   | 10,46m  |